# Elektra Records
Elektra Records – amerykańska wytwórnia muzyczna, należąca do Warner Music Group, obecnie zarządzana przez Atlantic Records.
Pod jej szyldem swoje płyty wydawało wiele twórców, m.in. Mötley Crüe, AC/DC, Björk, The Doors, Dream Theater, Eagles, Metallica, Accept, Queen, Yes, Justice, The Stooges, Love, The Prodigy, Pantera, Bruno Mars czy Henryk Mikołaj Górecki.